# Glass Animals
Glass Animals is een Britse band uit Oxford. De band is opgericht door zanger en producer Dave Bayley, die samen met zijn schoolvrienden Joe Seaward, Ed Irwin-Singer en Drew MacFarlane de bezetting vormt. Bayley schrijft alle teksten en muziek en treedt op als producer van de band.
Glass Animals hebben vier albums uitgebracht: Zaba (2014), How to Be a Human Being (2016), Dreamland (2020) en I Love You So F***Ing Much (2024). De band is vooral bekend vanwege hun hitsingle "Heat Waves", die een wereldwijd succes werd nadat deze op TikTok viraal ging. Tijdens de Grammy Awards van 2022 werd de band genomineerd in de categorie Best New Artist.

## Ontstaan
Alle leden van Glass Animals zijn Brits en ontmoetten elkaar op een middelbare school in Oxford. Bayley groeide op in de Verenigde Staten, omdat zijn vader daar werkte, en keerde op dertienjarige leeftijd terug naar Engeland. Toen hij bij zijn school arriveerde, ontmoette hij MacFarlane, die ook in de VS is opgegroeid. MacFarlane stelde Bayley vervolgens voor aan Irwin-Singer en Seaward.

## Carrière

### 2012-2015:Zabaen diverse ep's

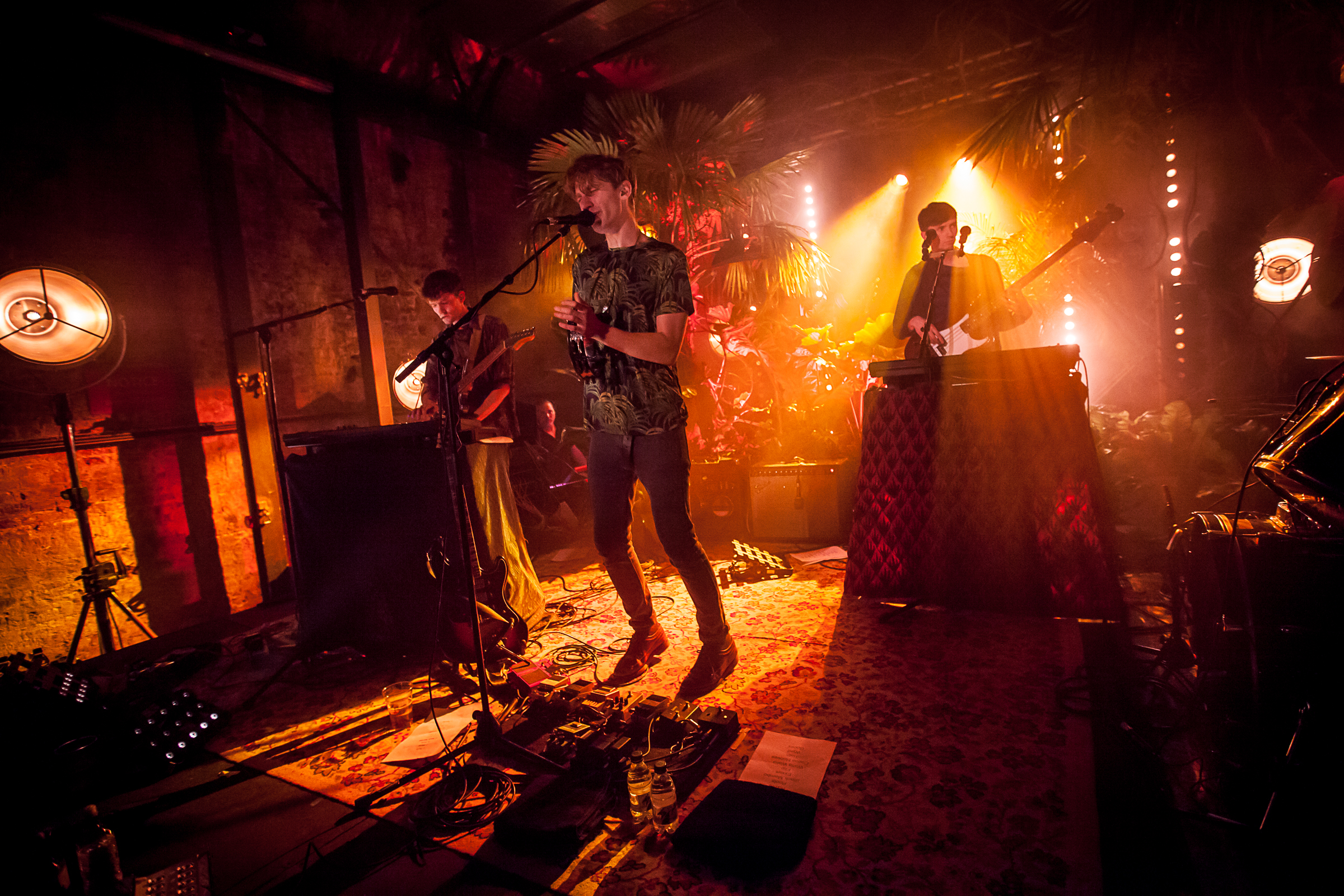
Glass Animals tijdens een optreden in 2014.

Op 28 mei 2012 brachten Glass Animals hun eerste ep Leaflings uit. Op deze ep stond onder meer de single "Cocoa Hooves". De ep werd uitgebracht op het onafhankelijke platenlabel Kaya Kaya Records, een dochteronderneming van XL Recordings. In 2013 werden twee ep's uitgebracht: Black Mambo / Exxus EP verscheen in Europa, terwijl Glass Animals EP in de Verenigde Staten uitkwam. Op het nummer "Woozy", dat op de laatste van deze twee ep's stond, werkte de band ook samen met Jean Deaux, een rapper uit Chicago. In 2014 was de band voor het eerst in de Verenigde Staten en traden zij op tijdens het festival South by Southwest. Dat jaar werden er nog drie single uitgebracht: "Pools", "Gooey" en "Hazey".
Alle vijf de singles die tot dan toe waren uitgebracht stonden ook op Zaba, het debuutalbum van de band, dat op 6 juni 2014 werd uitgebracht. Ter promotie speelde de band de single "Gooey" tijdens de televisieprogramma's Late Night with Seth Meyers en Late Show with David Letterman. In 2015 ging de band uitgebreid op tournee en speelden zij 130 concerten over de hele wereld. Op 6 oktober 2015 werd de single "Lose Control" uitgebracht, een samenwerking met rapper Joey Bada$$.

### 2016-2019:How to Be a Human Being

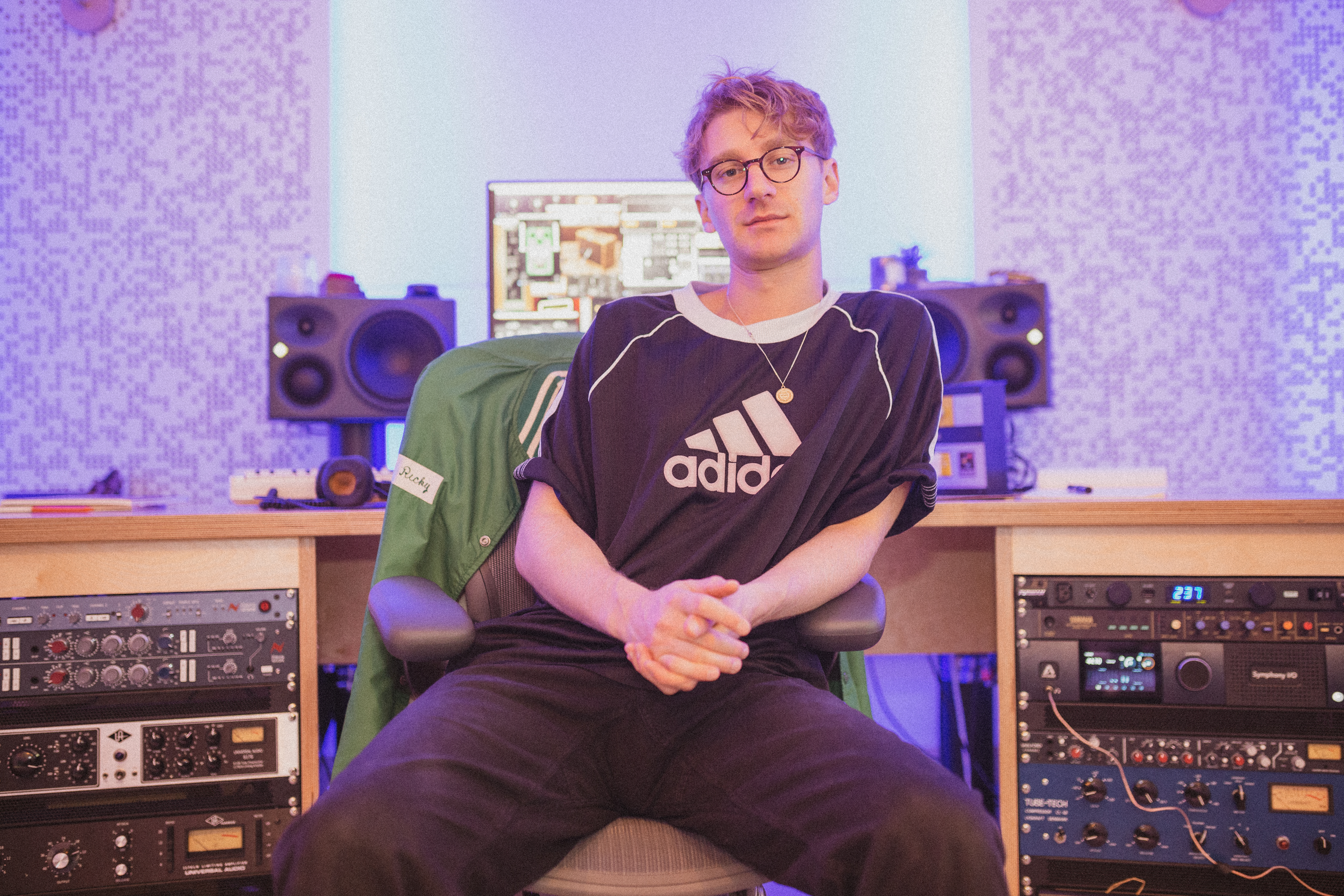
Dave Bayley, oprichter en zanger van Glass Animals.

Op 16 mei 2016 brachten Glass Animals de single "Life Itself" uit, de voorloper van hun tweede album How to Be a Human Being. De single piekte op de veertiende plaats in de Amerikaanse Alternative Songs-hitlijst. Op 7 juni werd ging er een videoclip voor de single in première. Op 25 juli kwam de tweede single "Youth" uit. Dit nummer stond ook op de soundtrack van de videogame FIFA 17. Op 22 augustus werd de derde single "Season 2 Episode 3" uitgebracht. Vier dagen later verscheen het album How to Be a Human Being. Volgens Bayley is het geïnspireerd door onbekenden die hij tijdens de tournees ontmoette en gaat elk liedje over een ander persoon.
In juli 2018 raakte drummer Joe Seaward zwaargewond bij een fietsongeluk toen hij door een vrachtwagen werd aangereden. Door het ongeluk en het lange herstel van Seaward moest de band in 2018 de rest van hun optredens afzeggen.

### 2019-heden:Dreamland
Na de tournee ter promotie van How to Be a Human Being brachten Glass Animals twee singles uit. Op 15 november 2019 verscheen "Tokyo Drifting", een samenwerking met Denzel Curry, en op 21 februari 2020 kwam "Your Love (Déjà Vu)" uit. Op 1 mei werd de single "Dreamland" uitgebracht en werd aangekondigd dat het gelijknamige derde album Dreamland op 10 juli van dat jaar zou verschijnen. Het album is beïnvloed door het ongeluk van Seaward. Bayley zat regelmatig urenlang in het ziekenhuis naast het bed van Seaward; naar eigen zeggen schreef hij "herinneringen op" en zocht hij "naar meer herinneringen". Dit resulteerde in een album vol verwijzingen naar de jeugd van Bayley en naar andere belangrijke momenten in zijn leven.
Op 28 juni 2020 kondigde de band aan dat de uitgave van Dreamland werd uitgesteld omdat zij zich "willen richten op de Black Lives Matter-beweging en de discussies over racisme en politiegeweld die in de hele wereld plaatsvinden". In de tussentijd opende de band een website waar fans samples, kunst en andere dingen die gerelateerd zijn aan het album konden downloaden. Op 7 augustus werd Dreamland alsnog uitgebracht. Het album werd een succes; in het Verenigd Koninkrijk kwam het binnen op de tweede plaats in de UK Albums Chart en in diverse andere landen bereikte het de top 10.
In juni 2020 werd al de single "Heat Waves" uitgebracht, die ook op de soundtrack van FIFA 21 verscheen. Het werd in eerste instantie geen groot succes, behalve in Australië, waar het een nummer 1-hit werd en door luisteraars van het radiostation Triple J werd uitgeroepen tot het beste nummer van 2020. In dezelfde lijst stonden twee andere nummers van Glass Animals, "Tangerine" stond op 18 en "Your Love (Déjà Vu)" op 51. Gedurende 2021 ging "Heat Waves" viraal op TikTok, waardoor het een jaar na uitgave toch wereldwijd de hitlijsten bereikte. Het werd een nummer 1-hit in meer dan tien landen, waaronder in de Verenigde Staten en Canada, en kwam in meer dan dertig landen in de top 10 terecht. Opvallend genoeg stond het al 59 weken in de Amerikaanse Billboard Hot 100 voordat het op 12 maart 2022 de bovenste positie behaalde.
In 2021 werd een nieuwe versie van Dreamland uitgebracht, met onder meer de nieuwe single "I Don't Wanna Talk (I Just Wanna Dance)", dat op de soundtrack van FIFA 22 stond.

## Discografie

### Albums
- 2014: Zaba
- 2016: How to Be a Human Being
- 2020: Dreamland

### Remixalbums
- 2015: Remixes

### Ep's
- 2012: Leaflings
- 2013: Glass Animals
- 2014: Pools
- 2020: Adulthood
- 2020: Adolescence
- 2021: Childhood
- 2021: Heat Waves (Expansion Pack)

### Singles
- 2012: "Cocoa Hooves"
- 2013: "Psylla"
- 2013: "Black Mambo"
- 2014: "Pools"
- 2014: "Gooey"
- 2014: "Hazey"
- 2015: "Lose Control" (met Joey Bada$$)
- 2016: "Life Itself"
- 2016: "Youth"
- 2016: "Season 2 Episode 3"
- 2017: "Pork Soda"
- 2017: "Agnes"
- 2019: "Tokyo Drifting" (met Denzel Curry)
- 2020: "Your Love (Déjà Vu)"
- 2020: "Dreamland"
- 2020: "Heat Waves" (solo of met Iann Dior)
- 2020: "It's All So Incredibly Loud"
- 2020: "Tangerine" (met Arlo Parks)
- 2021: "Space Ghost Coast to Coast" (met Bree Runway)
- 2021: "I Don't Wanna Talk (I Just Wanna Dance)"

### Hitnoteringen

#### Albums
| Album met eventuele hitnotering(en) in de Nederlandse Album Top 100 | Datum van verschijnen | Datum van binnenkomst | Hoogste positie | Aantal weken | Opmerkingen |
| ------------------------------------------------------------------- | --------------------- | --------------------- | --------------- | ------------ | ----------- |
| How to Be a Human Being                                             | 26-08-2016            | 03-09-2016            | 77              | 1            |             |
| Dreamland                                                           | 07-08-2020            | 15-08-2020            | 15              | 51           |             |

| Album met hitnotering(en) in de Vlaamse Ultratop 200 albums | Datum van verschijnen | Datum van binnenkomst | Hoogste positie | Aantal weken | Opmerkingen |
| ----------------------------------------------------------- | --------------------- | --------------------- | --------------- | ------------ | ----------- |
| How to Be a Human Being                                     | 26-08-2016            | 03-09-2016            | 68              | 5            |             |
| Dreamland                                                   | 07-08-2020            | 15-08-2020            | 32              | 3            |             |

#### Singles
| Single met eventuele hitnotering(en) in de Nederlandse Top 40 | Datum van verschijnen | Datum van binnenkomst | Hoogste positie | Aantal weken | Opmerkingen                |
| ------------------------------------------------------------- | --------------------- | --------------------- | --------------- | ------------ | -------------------------- |
| Heat Waves                                                    | 26-06-2020            | 25-09-2021            | 2               | 27           | Nr. 6 in de Single Top 100 |

| Single met hitnotering(en) in de Vlaamse Ultratop 50 | Datum van verschijnen | Datum van binnenkomst | Hoogste positie | Aantal weken | Opmerkingen                 |
| ---------------------------------------------------- | --------------------- | --------------------- | --------------- | ------------ | --------------------------- |
| Life Itself                                          | 16-05-2016            | 28-05-2016            | tip             | -            |                             |
| Youth                                                | 29-08-2016            | 10-09-2016            | tip             | -            |                             |
| Season 2 Episode 3                                   | 24-10-2016            | 12-11-2016            | tip             | -            |                             |
| Tokyo Drifting                                       | 15-11-2019            | 23-11-2019            | tip             | -            | & Denzel Curry              |
| Your Love (Déjà Vu)                                  | 21-02-2020            | 29-02-2020            | tip             | -            |                             |
| Heat Waves                                           | 26-06-2020            | 25-09-2021            | 4(2wk)          | 41           | Nr. 18 in de Radio 2 Top 30 |
| A Tear in Space (Airlock)                            | 07-06-2024            |                       |                 |              |                             |

#### NPO Radio 2 Top 2000
Van Glass Animals stond alleen Heat Waves in 2022 in de NPO Radio 2 Top 2000, op plek 1512.